# 瓦尔瑟梅
瓦尔瑟梅（法語：Valsemé，法語發音：[valsəme] ⓘ）是法国卡尔瓦多斯省的一个市镇，属于利雪区。

## 地理
瓦尔瑟梅（49°14'8"N, 0°5'51"E）面积5.62 平方千米，位于法国诺曼底大区卡爾瓦多斯省，该省份为法国西北部沿海省份，北濒大西洋英吉利海峡，东北与滨海塞纳省以海上边界相接，东临厄尔省，南至奧恩省，西与芒什省接壤。
与瓦尔瑟梅接壤的市镇（或旧市镇、城区）包括：阿讷博、欧日地区博蒙、博讷博、布尔若维尔、克拉尔贝克、德吕贝克。

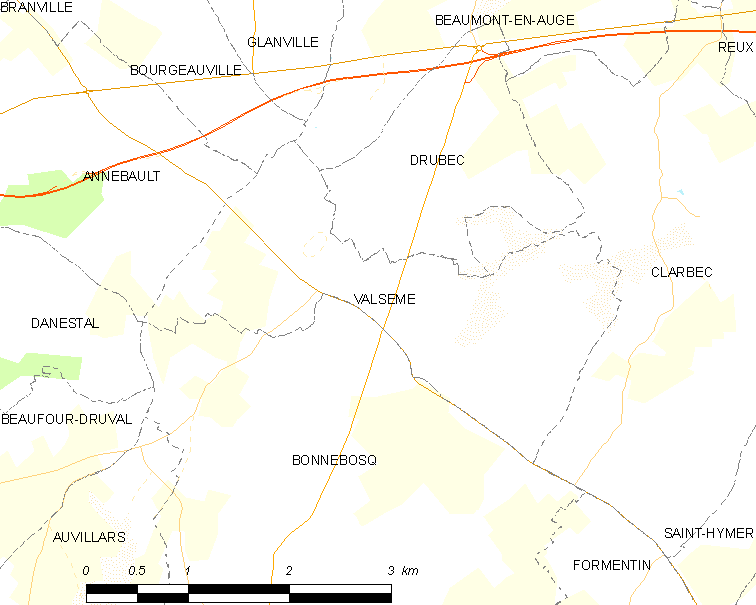
瓦尔瑟梅的OSM定位图

瓦尔瑟梅的时区为UTC+01:00、UTC+02:00（夏令时）。

## 行政
瓦尔瑟梅的邮政编码为14340，INSEE市镇编码为14723。

## 政治
瓦尔瑟梅所属的省级选区为梅济东瓦莱多日县。

## 人口

1962-2008年间瓦尔瑟梅人口变化图示

瓦尔瑟梅于2022年1月1日时的人口数量为264人。